# A Visão de São Bernardo (Filippino Lippi)
A Visão de São Bernardo (ou a Aparição da Virgem a São Bernardo) é uma pintura a óleo sobre painel do pintor renascentista italiano Filippino Lippi, concluída por volta de 1485-1487. Está localizado na Badia Fiorentina, uma igreja em Florença.
A pintura foi encomendada para a capela de Francesco del Pugliese pelo filho deste, Piero, que é retratado no canto inferior direito na tradicional postura de oração do retrato do doador.
É uma das obras mais admiradas de Lippi, notável pelo seu poderoso cromatismo de inspiração flamenga e pela atenção aos detalhes, que contribuem para transformar a aparição mística da Virgem a São Bernardo numa cena da vida quotidiana. A composição se passa em uma paisagem rochosa na qual o santo, enquanto escrevia em seu púlpito, é repentinamente visitado pela Virgem. Atrás dos ombros de Bernardo está representado o demônio mordendo suas correntes; uma referência a um hino medieval que celebra a Virgem como a libertadora da humanidade das correntes de seus pecados.
Um pergaminho em uma rocha contém um verso do escritor estoico do século III, Epiteto: Sustine et abstine ("Continue e abstenha-se"), uma alusão aos ensinamentos de Bernardo.
Alguns estudiosos identificaram nos rostos da Virgem e dos anjos à esquerda os retratos da esposa e dos filhos do doador.